# 聖馬力諾足球會
聖馬力諾足球會（San Marino Calcio）是聖馬力諾的一個足球俱樂部，總部設在塞拉瓦萊。該俱樂部成立於1960年。目前於意大利足球卓越联赛角逐。

## 榮譽
2012年5月8日更新
意大利職業二級足球聯賽
- 冠軍:
- 亞軍: 2011-12

意大利足球丁級聯賽
- 冠軍 2: 1987–88, 1999–2000
- 亞軍 1: 1986–87

Eccellenza Emilia-Romagna
- 冠軍 2: 1992–93, 1996–1997

意大利足球推廣聯賽 Emilia-Romagna
- 冠軍 1: 1985–86

意大利足球一類聯賽
- 冠軍 2: 1979–80, 1984–85

## 外部連結
- （意大利文） Official site of San Marino Calcio （页面存档备份，存于）